# Bucerotinae
Los bucerótidos (Bucerotidae) son una familia de aves bucerotiformes que engloba a los tocos y cálaos, aves tropicales de gran pico que se distribuyen por Melanesia, la Wallacea, Asia y África.
Se caracterizan por tener un pico largo y curvado hacia abajo, que con frecuencia es de colores brillantes y a veces tiene un casquete en la mandíbula superior. El nombre científico de la familia hace referencia a la forma del pico, siendo "buceros" "cuerno de vaca" en griego. Los buceros tienen un riñón de dos lóbulos. Son las únicas aves en las que la primera y la segunda vértebra del cuello (el atlas y el axis respectivamente) están fusionadas; esto probablemente proporciona una plataforma más estable para llevar el pico. La familia es omnívora y se alimenta de fruta y pequeños animales. Son criadores monógamos que anidan en cavidades naturales en árboles y a veces en acantilados. Varias especies de cálao, principalmente insulares, con áreas de distribución reducidas, son especies amenazadas con la extinción, concretamente en el sudeste asiático.

## Descripción

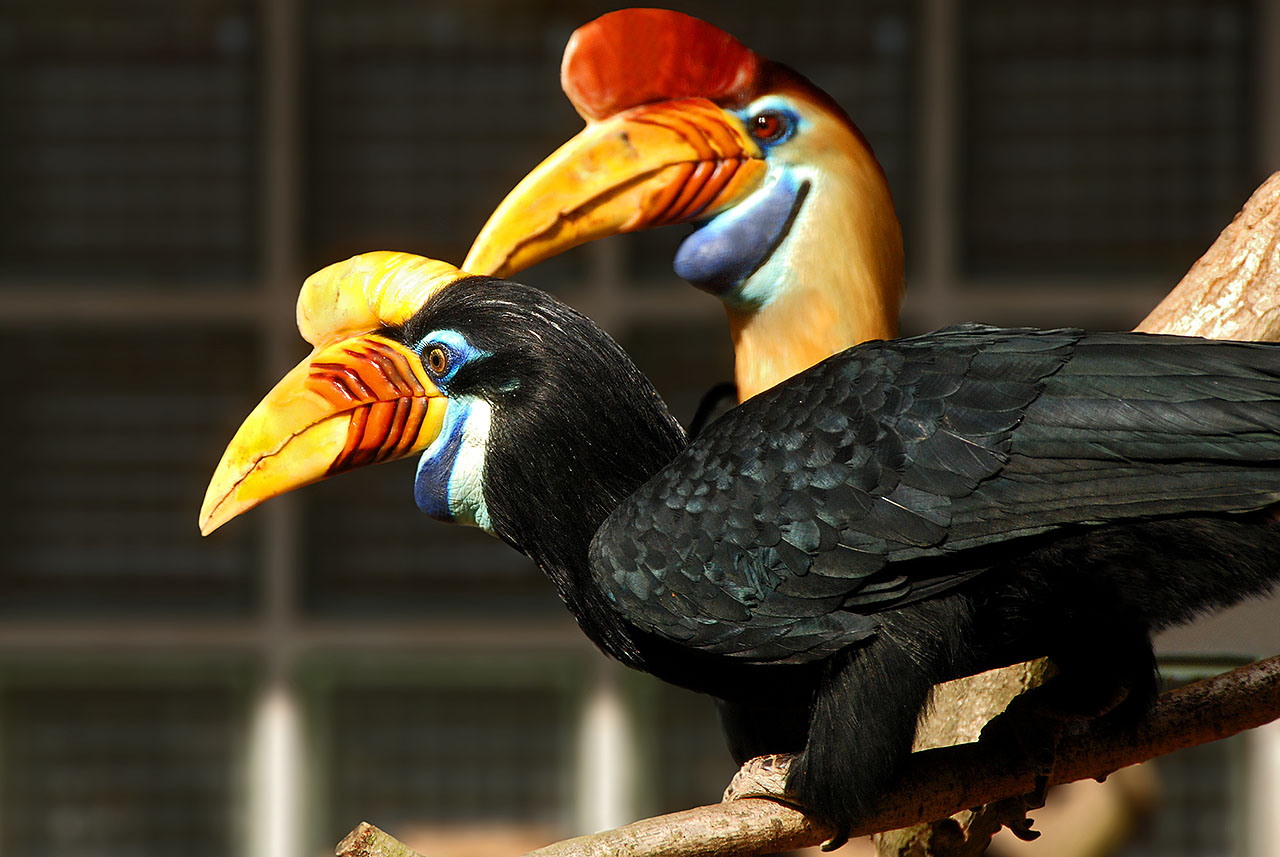
Los colores más brillantes en la mayoría de los cálaos, como en esta pareja de cálao grande de Célebes, se encuentran en los picos y en la piel desnuda de la cara y la garganta.

Los cálaos muestran una considerable variación de tamaño. La especie más pequeña es el toco negro (Tockus hartlaubi), con 99,1 g (3,5 oz) y 32 cm (1'3/5") de longitud. La especie más grande y masiva parece ser el cálao terrestre sureño que tiene un peso medio de 3,77 kg (8,3 lb), y puede pesar hasta 6,3 kg (13,9 lb) y abarcar unos 180 cm (5' 1029/32") a través de las alas. Otras especies rivalizan con las especies terrestres del sur en longitud, hasta unos 130 cm (4' 31/5"), incluyendo el cálao terrestre de Abisinia (Bucorvus abyssinicus), el cálao grande (Buceros bicornis) y, probablemente el más largo de todos (quizás superando los 150 cm (4' 11,10")) gracias en parte a sus plumas extendidas en la cola, el cálao con casco (Rhinoplax vigil). Los machos son siempre más grandes que las hembras, aunque el grado en que esto es cierto varía según la especie. El grado de dimorfismo sexual también varía con las partes del cuerpo. Por ejemplo, la diferencia de masa corporal entre machos y hembras es del 1-17%, pero la variación es del 8-30% en la longitud del pico y del 1-21% en la longitud de las alas.
El rasgo más distintivo de los cálaos es el pesado pico, sostenido por los poderosos músculos del cuello, así como por las vértebras fusionadas. El gran pico ayuda en la lucha, el acicalamiento, la construcción del nido y la captura de presas. Una característica única de los cálaos es el casque, una estructura hueca que recorre la mandíbula superior. En algunas especies es apenas perceptible y no parece tener otra función que la de reforzar el pico. En otras especies es bastante grande, está reforzado con hueso y tiene aberturas entre el centro hueco, lo que le permite servir de resonador para las llamadas. En el cálao de casco el casquillo no es hueco sino que está relleno de marfil de cálao y se utiliza como ariete en dramáticas justas aéreas. También se ha informado de la presencia de casquillos aéreos en el cálao bicorne.

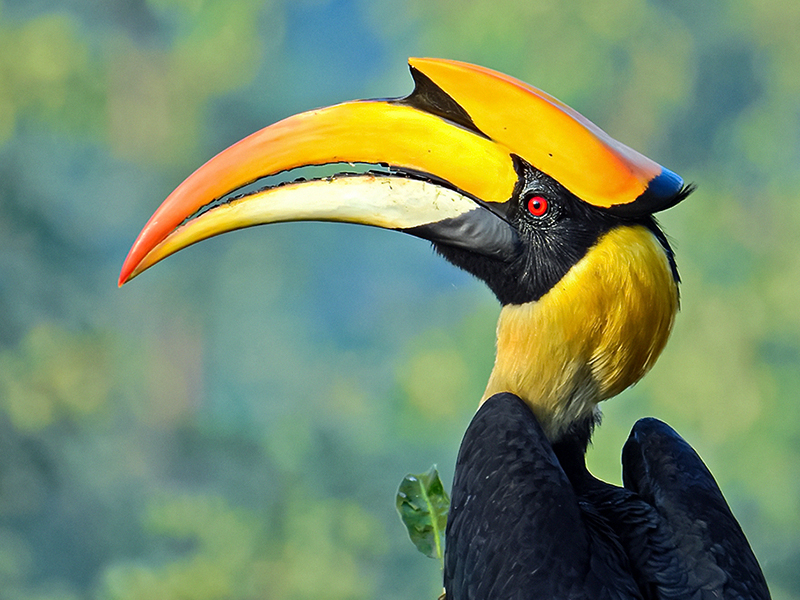
Acercamiento de un cálao bicorne.

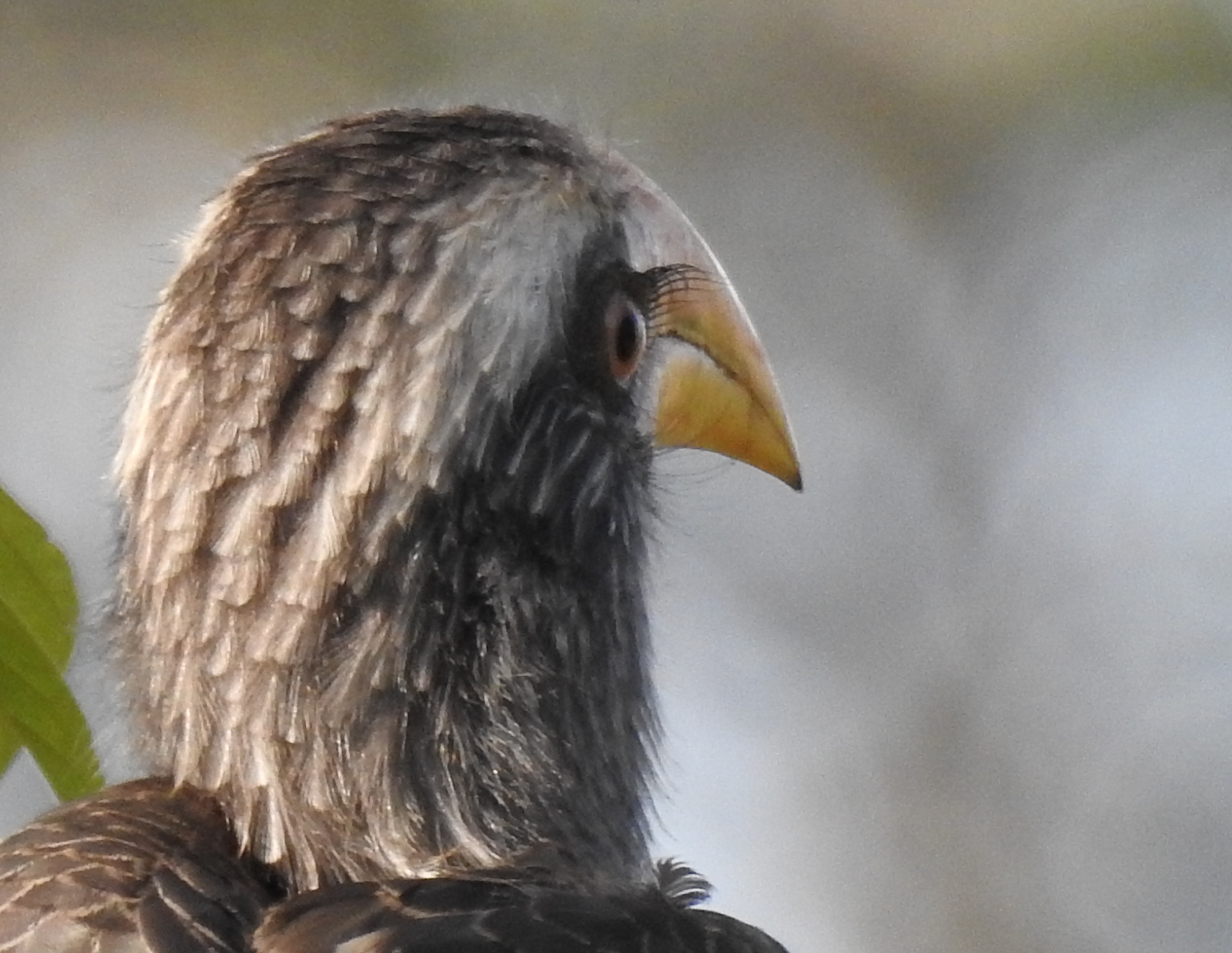
Ampliación de la cabeza de un cálao gris Malabar mostrando las pestañas.

El plumaje de los cálaos es típicamente negro, gris, blanco o marrón, y con frecuencia se compensa con colores brillantes en el pico, o con parches de piel de color desnudo en la cara o las barbas. Algunas especies presentan dicromatismo sexual, donde la coloración de las partes blandas varía según el sexo.
Los cálaos poseen visión binocular, aunque a diferencia de la mayoría de las aves con este tipo de visión, el pico se inmiscuye en su campo visual. Esto les permite ver la punta de su pico y les ayuda a manipular con precisión los objetos alimenticios con su pico. Los ojos también están protegidos por grandes pestañas que actúan como parasol.

## Distribución y hábitat

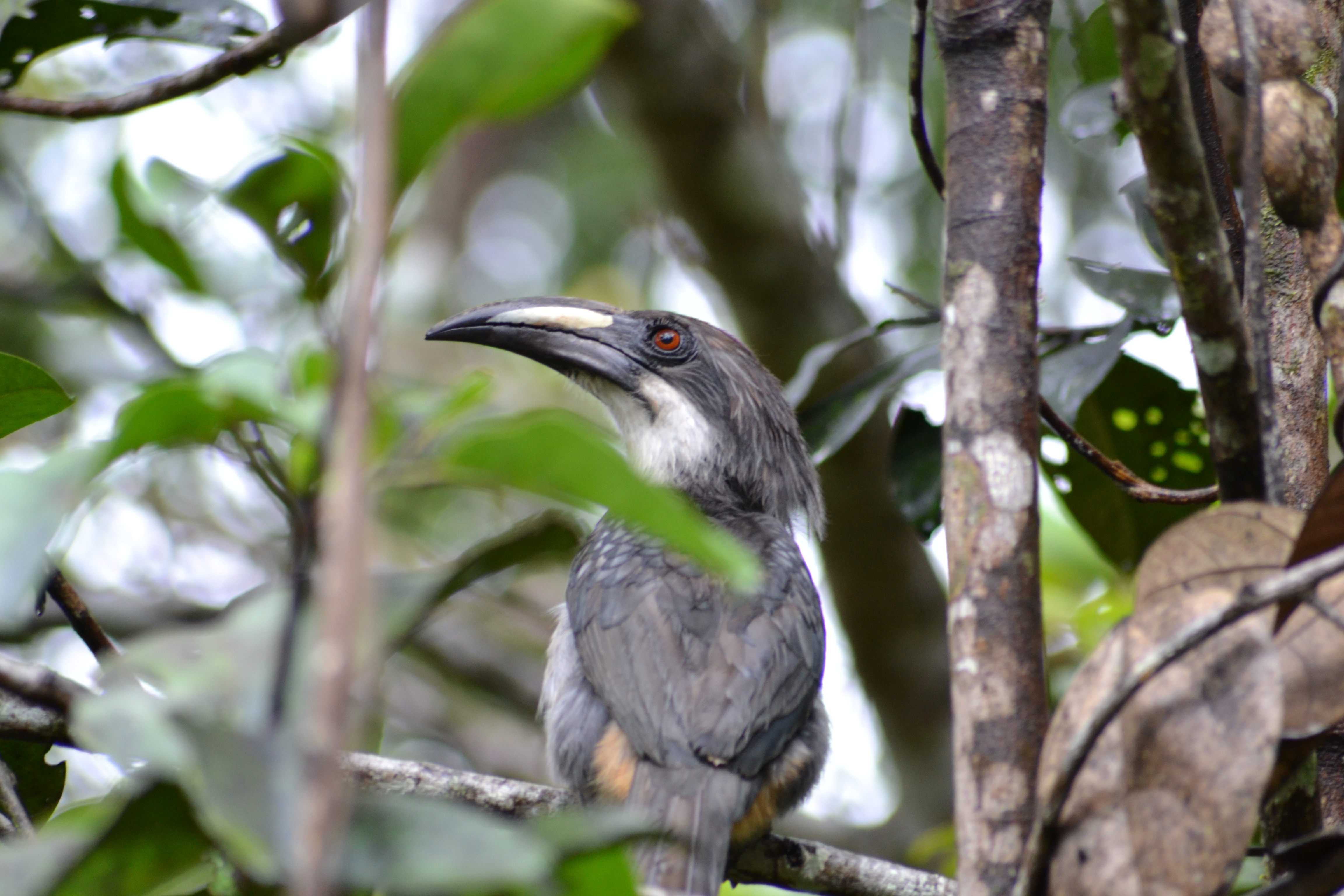
Como su nombre indica, el cálao gris cingalés (Ocyceros gingalensis) es gris y endémico de Sri Lanka.

Los Bucerotidae incluyen alrededor de 55 especies vivas, aunque es posible que un número de especies crípticas se dividan, como se ha sugerido para el cálao de pico rojo. Su distribución incluye el África subsahariana y el subcontinente indio hasta las Filipinas y las Islas Salomón, pero ningún género se encuentra en ambos África y Asia. La mayoría son aves arborícolas, pero los grandes cálaos terrestres (Bucorvus), como su nombre indica, son aves terrestres de la sabana abierta. De las 24 especies que se encuentran en África, 13 son aves de los bosques más abiertos y de la sabana, y algunas se dan incluso en entornos muy áridos; las especies restantes se encuentran en bosques densos. Esto contrasta con Asia, donde una sola especie se da en la sabana abierta y el resto son especies forestales. El subcontinente indio tiene 10 especies de cálaos, de las cuales 9 se encuentran en la India y países colindantes, mientras que el cálao gris cingalés (Ocyceros gingalensis) está restringido a la isla. La especie más extendida en el subcontinente indio es el cálao gris indio.
Según la Unión Internacional para la Conservación de la Naturaleza (UICN), Indonesia cuenta con 13 especies de cálao: 9 de ellas existen en Sumatra, y el resto en Sumba, Sulawesi, Papúa y Kalimantan. Kalimantan tiene las mismas especies de cálaos que Sumatra, salvo que el cálao grande no se encuentra allí.
En el Neógeno (al menos a finales del Mioceno), los cálaos habitaban el norte de África y el sur de Europa. Sus restos se han encontrado en Marruecos y Bulgaria. El cálao más antiguo conocido es del Mioceno temprano de Uganda, hace unos 19 millones de años, que es similar al moderno Tockus. 

## Comportamiento y ecología
Los cálaos son diurnos, y generalmente viajan en parejas o en pequeños grupos familiares. A veces se forman bandos más grandes fuera de la época de cría. Las mayores asambleas de cálaos se forman en algunos lugares de descanso, donde pueden encontrarse hasta 2400 aves individuales.

### Dieta

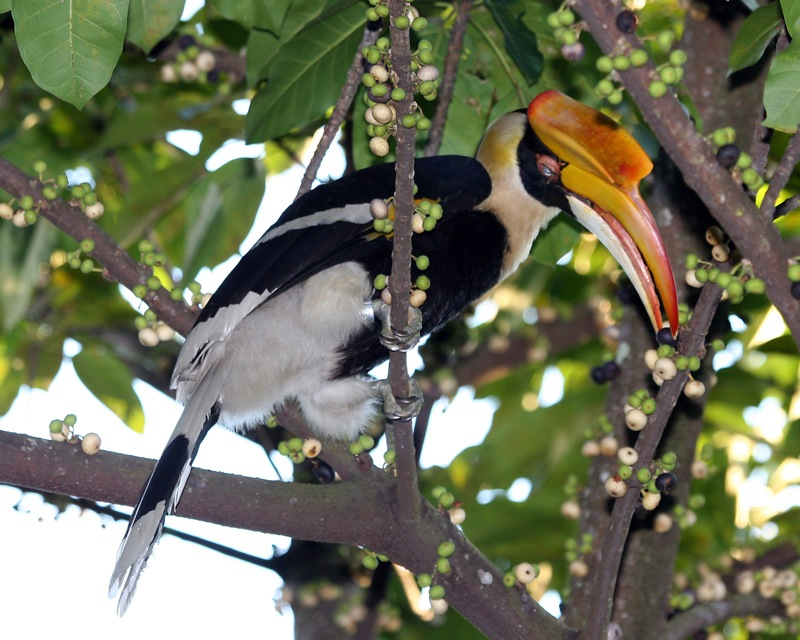
Hembra de cálao bicorne (Buceros bicornis) alimentándose de higos. La fruta forma una gran parte de la dieta de los cálaos del bosque.

Los cálaos son pájaros omnívoros que comen fruta, insectos y pequeños animales. No pueden tragar la comida atrapada en la punta del pico, ya que su lengua es demasiado corta para manipularla, por lo que la lanzan de vuelta a la garganta con un movimiento de la cabeza. Aunque tanto las especies de campo abierto como las forestales son omnívoras, las especies especializadas en la alimentación de frutas se encuentran generalmente en los bosques, mientras que las especies más carnívoras se encuentran en campo abierto. Las especies de cálaos que habitan en los bosques se consideran importantes dispersores de semillas. 
Algunas especies de cálao tienen incluso una gran preferencia por los frutos del árbol de la estricnina (Strychnos nux-vomica), que contienen el potente veneno estricnina.
Algunos cálaos defienden un territorio fijo. La territorialidad está relacionada con la dieta; las fuentes de fruta suelen estar distribuidas de forma irregular y su búsqueda requiere un viaje de larga distancia. Por ello, las especies especializadas en fruta son menos territoriales.

### Crianza

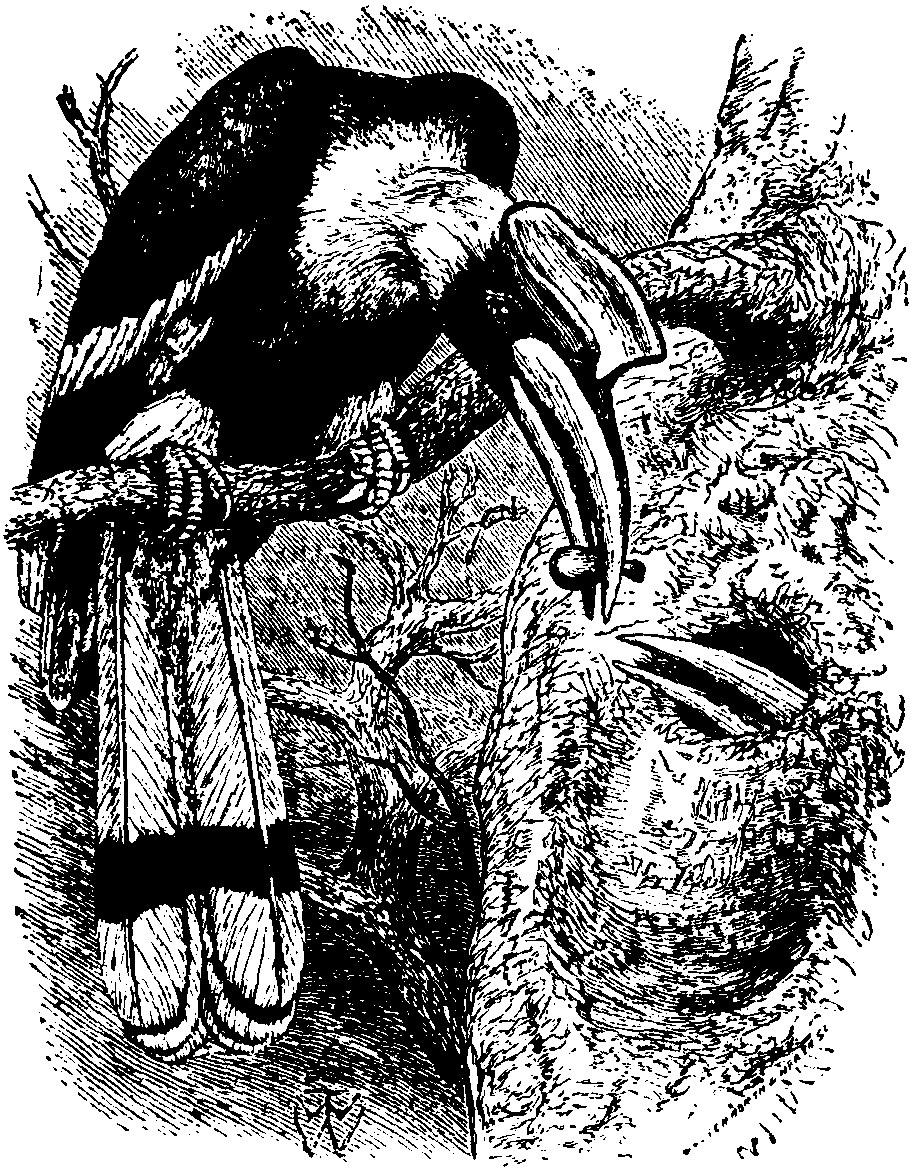
El cálao macho transfiere un higo a la hembra.

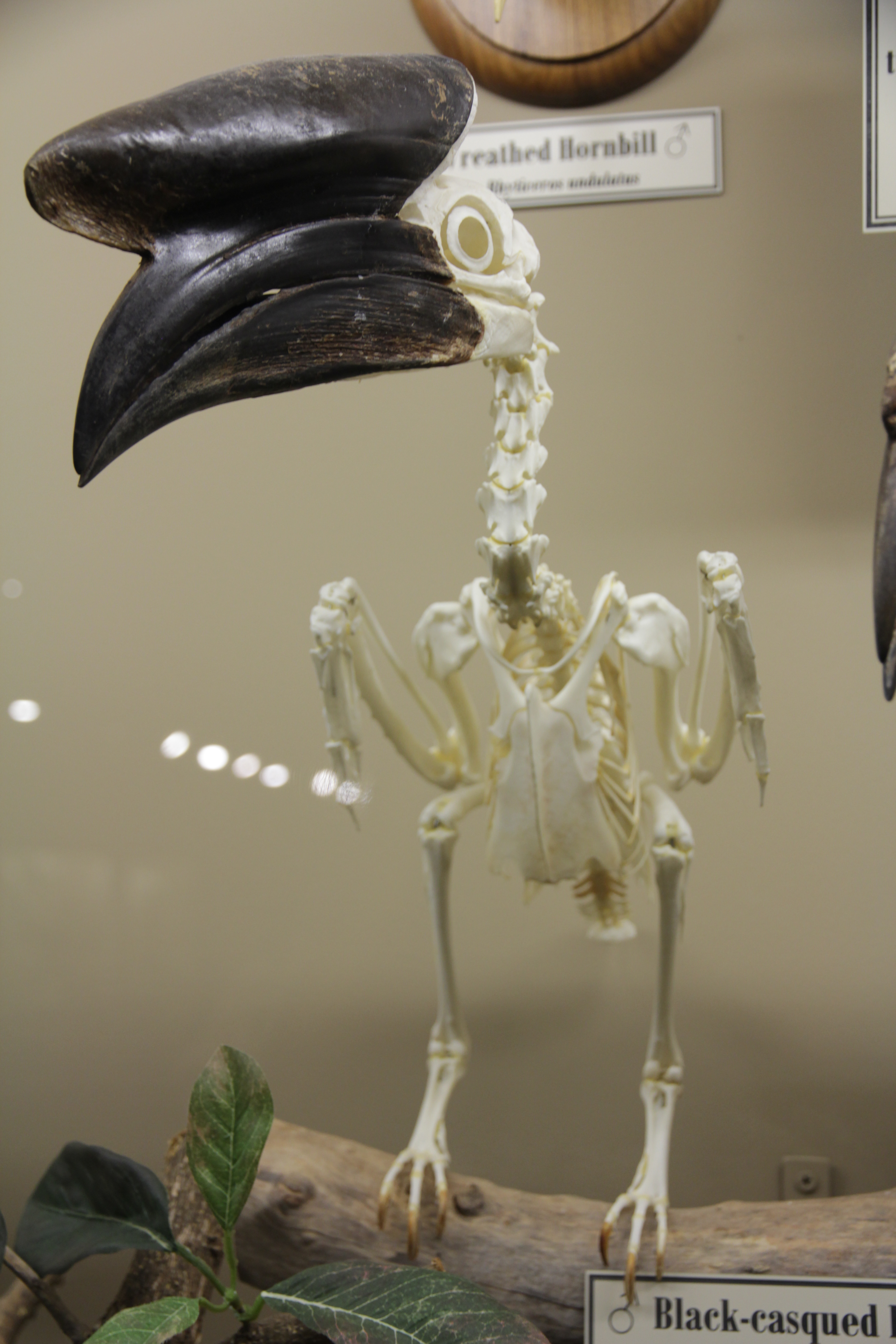
Esuqeleto de macho de cálao casquinegro (Ceratogymna atrata).

Los cálaos generalmente forman parejas monógamas, aunque algunas especies se dedican a la cría cooperativa. La hembra pone hasta seis huevos blancos en agujeros o grietas existentes, ya sea en árboles o rocas. Las cavidades suelen ser naturales, pero algunas especies pueden anidar en nidos abandonados de pájaros carpinteros y barbetas. Los lugares de nidificación pueden ser utilizados en temporadas de cría consecutivas por la misma pareja. Antes de la incubación, las hembras de todos los Bucerotina -a veces ayudadas por el macho- comienzan a cerrar la entrada de la cavidad del nido con una pared hecha de barro, excrementos y pulpa de fruta. Cuando la hembra está lista para poner sus huevos, la entrada es lo suficientemente grande como para que pueda entrar en el nido, y después de que lo haya hecho, la abertura restante también está casi cerrada. Sólo hay una abertura estrecha, lo suficientemente grande para que el macho transfiera la comida a la madre y, eventualmente, a los polluelos. La función de este comportamiento está aparentemente relacionada con la protección del lugar de anidación de los cálaos rivales. El sellado puede realizarse en unas pocas horas; como mucho se tarda unos días. Una vez sellado el nido, el cálao tarda otros cinco días en poner el primer huevo. [El tamaño de la nidada varía desde uno o dos huevos en las especies más grandes hasta ocho huevos en las especies más pequeñas. Durante el periodo de incubación, la hembra experimenta una muda completa y simultánea. Se ha sugerido que la oscuridad de la cavidad desencadena una hormona implicada en la muda. Las hembras y los machos no reproductores pasan por una muda secuencial. Cuando los pollos y la hembra son demasiado grandes para caber en el nido, la madre lo rompe y ambos padres alimentan a los pollos. En algunas especies la madre reconstruye la pared, mientras que en otras los pollos la reconstruyen sin ayuda. Los cálaos de tierra no adoptan este comportamiento, sino que son anidadores de cavidades convencionales.

### Asociaciones con otras especies
Varios cálaos tienen asociaciones con otras especies animales. Por ejemplo, algunas especies de cálaos en África tienen una relación mutualista con mangostas enanas, forrajeando juntos y advirtiéndose mutuamente de las aves de presa cercanas y otros depredadores. Otras relaciones son comensal, por ejemplo, seguir a los monos u otros animales y comer los insectos arrojados por ellos.

## Filogenia
Se reconocen los 15 siguientes géneros:

|  | Lophoceros – 8 especies |
|  |                         |
|  | Tockus – 10 especies    |
|  |                         |

|  | Berenicornis – 1 especie |
|  |                          |
|  | Horizocerus – 4 especies |
|  |                          |

|  | Ceratogymna – 2 especies |
|  |                          |
|  | Bycanistes – 6 especies  |
|  |                          |

|  | Berenicornis – 1 especie |
|  |                          |
|  | Horizocerus – 4 especies |
|  |                          |

|  | Ceratogymna – 2 especies |
|  |                          |
|  | Bycanistes – 6 especies  |
|  |                          |

|  | Rhinoplax – 1 especie |
|  |                       |
|  | Buceros – 3 especies  |
|  |                       |

|  | Anorrhinus – 3 especies                                                              |
|  |                                                                                      |
|  | \| \| Ocyceros – 3 especies \| \| \| \| \| \| Anthracoceros – 5 especies \| \| \| \| |
|  |                                                                                      |
|  | Ocyceros – 3 especies                                                                |
|  |                                                                                      |
|  | Anthracoceros – 5 especies                                                           |
|  |                                                                                      |

|  | Ocyceros – 3 especies      |
|  |                            |
|  | Anthracoceros – 5 especies |
|  |                            |

|  | Rhyticeros – 6 especies                                                                   |
|  |                                                                                           |
|  | \| \| Rhabdotorrhinus – 4 especies \| \| \| \| \| \| Penelopides – 5 especies \| \| \| \| |
|  |                                                                                           |
|  | Rhabdotorrhinus – 4 especies                                                              |
|  |                                                                                           |
|  | Penelopides – 5 especies                                                                  |
|  |                                                                                           |

|  | Rhabdotorrhinus – 4 especies |
|  |                              |
|  | Penelopides – 5 especies     |
|  |                              |

|  | Rhyticeros – 6 especies                                                                   |
|  |                                                                                           |
|  | \| \| Rhabdotorrhinus – 4 especies \| \| \| \| \| \| Penelopides – 5 especies \| \| \| \| |
|  |                                                                                           |
|  | Rhabdotorrhinus – 4 especies                                                              |
|  |                                                                                           |
|  | Penelopides – 5 especies                                                                  |
|  |                                                                                           |

|  | Rhabdotorrhinus – 4 especies |
|  |                              |
|  | Penelopides – 5 especies     |
|  |                              |

|  | Anorrhinus – 3 especies                                                              |
|  |                                                                                      |
|  | \| \| Ocyceros – 3 especies \| \| \| \| \| \| Anthracoceros – 5 especies \| \| \| \| |
|  |                                                                                      |
|  | Ocyceros – 3 especies                                                                |
|  |                                                                                      |
|  | Anthracoceros – 5 especies                                                           |
|  |                                                                                      |

|  | Ocyceros – 3 especies      |
|  |                            |
|  | Anthracoceros – 5 especies |
|  |                            |

|  | Rhyticeros – 6 especies                                                                   |
|  |                                                                                           |
|  | \| \| Rhabdotorrhinus – 4 especies \| \| \| \| \| \| Penelopides – 5 especies \| \| \| \| |
|  |                                                                                           |
|  | Rhabdotorrhinus – 4 especies                                                              |
|  |                                                                                           |
|  | Penelopides – 5 especies                                                                  |
|  |                                                                                           |

|  | Rhabdotorrhinus – 4 especies |
|  |                              |
|  | Penelopides – 5 especies     |
|  |                              |

|  | Rhyticeros – 6 especies                                                                   |
|  |                                                                                           |
|  | \| \| Rhabdotorrhinus – 4 especies \| \| \| \| \| \| Penelopides – 5 especies \| \| \| \| |
|  |                                                                                           |
|  | Rhabdotorrhinus – 4 especies                                                              |
|  |                                                                                           |
|  | Penelopides – 5 especies                                                                  |
|  |                                                                                           |

|  | Rhabdotorrhinus – 4 especies |
|  |                              |
|  | Penelopides – 5 especies     |
|  |                              |

|  | Rhinoplax – 1 especie |
|  |                       |
|  | Buceros – 3 especies  |
|  |                       |

|  | Anorrhinus – 3 especies                                                              |
|  |                                                                                      |
|  | \| \| Ocyceros – 3 especies \| \| \| \| \| \| Anthracoceros – 5 especies \| \| \| \| |
|  |                                                                                      |
|  | Ocyceros – 3 especies                                                                |
|  |                                                                                      |
|  | Anthracoceros – 5 especies                                                           |
|  |                                                                                      |

|  | Ocyceros – 3 especies      |
|  |                            |
|  | Anthracoceros – 5 especies |
|  |                            |

|  | Rhyticeros – 6 especies                                                                   |
|  |                                                                                           |
|  | \| \| Rhabdotorrhinus – 4 especies \| \| \| \| \| \| Penelopides – 5 especies \| \| \| \| |
|  |                                                                                           |
|  | Rhabdotorrhinus – 4 especies                                                              |
|  |                                                                                           |
|  | Penelopides – 5 especies                                                                  |
|  |                                                                                           |

|  | Rhabdotorrhinus – 4 especies |
|  |                              |
|  | Penelopides – 5 especies     |
|  |                              |

|  | Rhyticeros – 6 especies                                                                   |
|  |                                                                                           |
|  | \| \| Rhabdotorrhinus – 4 especies \| \| \| \| \| \| Penelopides – 5 especies \| \| \| \| |
|  |                                                                                           |
|  | Rhabdotorrhinus – 4 especies                                                              |
|  |                                                                                           |
|  | Penelopides – 5 especies                                                                  |
|  |                                                                                           |

|  | Rhabdotorrhinus – 4 especies |
|  |                              |
|  | Penelopides – 5 especies     |
|  |                              |

|  | Anorrhinus – 3 especies                                                              |
|  |                                                                                      |
|  | \| \| Ocyceros – 3 especies \| \| \| \| \| \| Anthracoceros – 5 especies \| \| \| \| |
|  |                                                                                      |
|  | Ocyceros – 3 especies                                                                |
|  |                                                                                      |
|  | Anthracoceros – 5 especies                                                           |
|  |                                                                                      |

|  | Ocyceros – 3 especies      |
|  |                            |
|  | Anthracoceros – 5 especies |
|  |                            |

|  | Rhyticeros – 6 especies                                                                   |
|  |                                                                                           |
|  | \| \| Rhabdotorrhinus – 4 especies \| \| \| \| \| \| Penelopides – 5 especies \| \| \| \| |
|  |                                                                                           |
|  | Rhabdotorrhinus – 4 especies                                                              |
|  |                                                                                           |
|  | Penelopides – 5 especies                                                                  |
|  |                                                                                           |

|  | Rhabdotorrhinus – 4 especies |
|  |                              |
|  | Penelopides – 5 especies     |
|  |                              |

|  | Rhyticeros – 6 especies                                                                   |
|  |                                                                                           |
|  | \| \| Rhabdotorrhinus – 4 especies \| \| \| \| \| \| Penelopides – 5 especies \| \| \| \| |
|  |                                                                                           |
|  | Rhabdotorrhinus – 4 especies                                                              |
|  |                                                                                           |
|  | Penelopides – 5 especies                                                                  |
|  |                                                                                           |

|  | Rhabdotorrhinus – 4 especies |
|  |                              |
|  | Penelopides – 5 especies     |
|  |                              |

|  | Berenicornis – 1 especie |
|  |                          |
|  | Horizocerus – 4 especies |
|  |                          |

|  | Ceratogymna – 2 especies |
|  |                          |
|  | Bycanistes – 6 especies  |
|  |                          |

|  | Berenicornis – 1 especie |
|  |                          |
|  | Horizocerus – 4 especies |
|  |                          |

|  | Ceratogymna – 2 especies |
|  |                          |
|  | Bycanistes – 6 especies  |
|  |                          |

|  | Rhinoplax – 1 especie |
|  |                       |
|  | Buceros – 3 especies  |
|  |                       |

|  | Anorrhinus – 3 especies                                                              |
|  |                                                                                      |
|  | \| \| Ocyceros – 3 especies \| \| \| \| \| \| Anthracoceros – 5 especies \| \| \| \| |
|  |                                                                                      |
|  | Ocyceros – 3 especies                                                                |
|  |                                                                                      |
|  | Anthracoceros – 5 especies                                                           |
|  |                                                                                      |

|  | Ocyceros – 3 especies      |
|  |                            |
|  | Anthracoceros – 5 especies |
|  |                            |

|  | Rhyticeros – 6 especies                                                                   |
|  |                                                                                           |
|  | \| \| Rhabdotorrhinus – 4 especies \| \| \| \| \| \| Penelopides – 5 especies \| \| \| \| |
|  |                                                                                           |
|  | Rhabdotorrhinus – 4 especies                                                              |
|  |                                                                                           |
|  | Penelopides – 5 especies                                                                  |
|  |                                                                                           |

|  | Rhabdotorrhinus – 4 especies |
|  |                              |
|  | Penelopides – 5 especies     |
|  |                              |

|  | Rhyticeros – 6 especies                                                                   |
|  |                                                                                           |
|  | \| \| Rhabdotorrhinus – 4 especies \| \| \| \| \| \| Penelopides – 5 especies \| \| \| \| |
|  |                                                                                           |
|  | Rhabdotorrhinus – 4 especies                                                              |
|  |                                                                                           |
|  | Penelopides – 5 especies                                                                  |
|  |                                                                                           |

|  | Rhabdotorrhinus – 4 especies |
|  |                              |
|  | Penelopides – 5 especies     |
|  |                              |

|  | Anorrhinus – 3 especies                                                              |
|  |                                                                                      |
|  | \| \| Ocyceros – 3 especies \| \| \| \| \| \| Anthracoceros – 5 especies \| \| \| \| |
|  |                                                                                      |
|  | Ocyceros – 3 especies                                                                |
|  |                                                                                      |
|  | Anthracoceros – 5 especies                                                           |
|  |                                                                                      |

|  | Ocyceros – 3 especies      |
|  |                            |
|  | Anthracoceros – 5 especies |
|  |                            |

|  | Rhyticeros – 6 especies                                                                   |
|  |                                                                                           |
|  | \| \| Rhabdotorrhinus – 4 especies \| \| \| \| \| \| Penelopides – 5 especies \| \| \| \| |
|  |                                                                                           |
|  | Rhabdotorrhinus – 4 especies                                                              |
|  |                                                                                           |
|  | Penelopides – 5 especies                                                                  |
|  |                                                                                           |

|  | Rhabdotorrhinus – 4 especies |
|  |                              |
|  | Penelopides – 5 especies     |
|  |                              |

|  | Rhyticeros – 6 especies                                                                   |
|  |                                                                                           |
|  | \| \| Rhabdotorrhinus – 4 especies \| \| \| \| \| \| Penelopides – 5 especies \| \| \| \| |
|  |                                                                                           |
|  | Rhabdotorrhinus – 4 especies                                                              |
|  |                                                                                           |
|  | Penelopides – 5 especies                                                                  |
|  |                                                                                           |

|  | Rhabdotorrhinus – 4 especies |
|  |                              |
|  | Penelopides – 5 especies     |
|  |                              |

|  | Rhinoplax – 1 especie |
|  |                       |
|  | Buceros – 3 especies  |
|  |                       |

|  | Anorrhinus – 3 especies                                                              |
|  |                                                                                      |
|  | \| \| Ocyceros – 3 especies \| \| \| \| \| \| Anthracoceros – 5 especies \| \| \| \| |
|  |                                                                                      |
|  | Ocyceros – 3 especies                                                                |
|  |                                                                                      |
|  | Anthracoceros – 5 especies                                                           |
|  |                                                                                      |

|  | Ocyceros – 3 especies      |
|  |                            |
|  | Anthracoceros – 5 especies |
|  |                            |

|  | Rhyticeros – 6 especies                                                                   |
|  |                                                                                           |
|  | \| \| Rhabdotorrhinus – 4 especies \| \| \| \| \| \| Penelopides – 5 especies \| \| \| \| |
|  |                                                                                           |
|  | Rhabdotorrhinus – 4 especies                                                              |
|  |                                                                                           |
|  | Penelopides – 5 especies                                                                  |
|  |                                                                                           |

|  | Rhabdotorrhinus – 4 especies |
|  |                              |
|  | Penelopides – 5 especies     |
|  |                              |

|  | Rhyticeros – 6 especies                                                                   |
|  |                                                                                           |
|  | \| \| Rhabdotorrhinus – 4 especies \| \| \| \| \| \| Penelopides – 5 especies \| \| \| \| |
|  |                                                                                           |
|  | Rhabdotorrhinus – 4 especies                                                              |
|  |                                                                                           |
|  | Penelopides – 5 especies                                                                  |
|  |                                                                                           |

|  | Rhabdotorrhinus – 4 especies |
|  |                              |
|  | Penelopides – 5 especies     |
|  |                              |

|  | Anorrhinus – 3 especies                                                              |
|  |                                                                                      |
|  | \| \| Ocyceros – 3 especies \| \| \| \| \| \| Anthracoceros – 5 especies \| \| \| \| |
|  |                                                                                      |
|  | Ocyceros – 3 especies                                                                |
|  |                                                                                      |
|  | Anthracoceros – 5 especies                                                           |
|  |                                                                                      |

|  | Ocyceros – 3 especies      |
|  |                            |
|  | Anthracoceros – 5 especies |
|  |                            |

|  | Rhyticeros – 6 especies                                                                   |
|  |                                                                                           |
|  | \| \| Rhabdotorrhinus – 4 especies \| \| \| \| \| \| Penelopides – 5 especies \| \| \| \| |
|  |                                                                                           |
|  | Rhabdotorrhinus – 4 especies                                                              |
|  |                                                                                           |
|  | Penelopides – 5 especies                                                                  |
|  |                                                                                           |

|  | Rhabdotorrhinus – 4 especies |
|  |                              |
|  | Penelopides – 5 especies     |
|  |                              |

|  | Rhyticeros – 6 especies                                                                   |
|  |                                                                                           |
|  | \| \| Rhabdotorrhinus – 4 especies \| \| \| \| \| \| Penelopides – 5 especies \| \| \| \| |
|  |                                                                                           |
|  | Rhabdotorrhinus – 4 especies                                                              |
|  |                                                                                           |
|  | Penelopides – 5 especies                                                                  |
|  |                                                                                           |

|  | Rhabdotorrhinus – 4 especies |
|  |                              |
|  | Penelopides – 5 especies     |
|  |                              |

|  | Lophoceros – 8 especies |
|  |                         |
|  | Tockus – 10 especies    |
|  |                         |

|  | Berenicornis – 1 especie |
|  |                          |
|  | Horizocerus – 4 especies |
|  |                          |

|  | Ceratogymna – 2 especies |
|  |                          |
|  | Bycanistes – 6 especies  |
|  |                          |

|  | Berenicornis – 1 especie |
|  |                          |
|  | Horizocerus – 4 especies |
|  |                          |

|  | Ceratogymna – 2 especies |
|  |                          |
|  | Bycanistes – 6 especies  |
|  |                          |

|  | Rhinoplax – 1 especie |
|  |                       |
|  | Buceros – 3 especies  |
|  |                       |

|  | Anorrhinus – 3 especies                                                              |
|  |                                                                                      |
|  | \| \| Ocyceros – 3 especies \| \| \| \| \| \| Anthracoceros – 5 especies \| \| \| \| |
|  |                                                                                      |
|  | Ocyceros – 3 especies                                                                |
|  |                                                                                      |
|  | Anthracoceros – 5 especies                                                           |
|  |                                                                                      |

|  | Ocyceros – 3 especies      |
|  |                            |
|  | Anthracoceros – 5 especies |
|  |                            |

|  | Rhyticeros – 6 especies                                                                   |
|  |                                                                                           |
|  | \| \| Rhabdotorrhinus – 4 especies \| \| \| \| \| \| Penelopides – 5 especies \| \| \| \| |
|  |                                                                                           |
|  | Rhabdotorrhinus – 4 especies                                                              |
|  |                                                                                           |
|  | Penelopides – 5 especies                                                                  |
|  |                                                                                           |

|  | Rhabdotorrhinus – 4 especies |
|  |                              |
|  | Penelopides – 5 especies     |
|  |                              |

|  | Rhyticeros – 6 especies                                                                   |
|  |                                                                                           |
|  | \| \| Rhabdotorrhinus – 4 especies \| \| \| \| \| \| Penelopides – 5 especies \| \| \| \| |
|  |                                                                                           |
|  | Rhabdotorrhinus – 4 especies                                                              |
|  |                                                                                           |
|  | Penelopides – 5 especies                                                                  |
|  |                                                                                           |

|  | Rhabdotorrhinus – 4 especies |
|  |                              |
|  | Penelopides – 5 especies     |
|  |                              |

|  | Anorrhinus – 3 especies                                                              |
|  |                                                                                      |
|  | \| \| Ocyceros – 3 especies \| \| \| \| \| \| Anthracoceros – 5 especies \| \| \| \| |
|  |                                                                                      |
|  | Ocyceros – 3 especies                                                                |
|  |                                                                                      |
|  | Anthracoceros – 5 especies                                                           |
|  |                                                                                      |

|  | Ocyceros – 3 especies      |
|  |                            |
|  | Anthracoceros – 5 especies |
|  |                            |

|  | Rhyticeros – 6 especies                                                                   |
|  |                                                                                           |
|  | \| \| Rhabdotorrhinus – 4 especies \| \| \| \| \| \| Penelopides – 5 especies \| \| \| \| |
|  |                                                                                           |
|  | Rhabdotorrhinus – 4 especies                                                              |
|  |                                                                                           |
|  | Penelopides – 5 especies                                                                  |
|  |                                                                                           |

|  | Rhabdotorrhinus – 4 especies |
|  |                              |
|  | Penelopides – 5 especies     |
|  |                              |

|  | Rhyticeros – 6 especies                                                                   |
|  |                                                                                           |
|  | \| \| Rhabdotorrhinus – 4 especies \| \| \| \| \| \| Penelopides – 5 especies \| \| \| \| |
|  |                                                                                           |
|  | Rhabdotorrhinus – 4 especies                                                              |
|  |                                                                                           |
|  | Penelopides – 5 especies                                                                  |
|  |                                                                                           |

|  | Rhabdotorrhinus – 4 especies |
|  |                              |
|  | Penelopides – 5 especies     |
|  |                              |

|  | Rhinoplax – 1 especie |
|  |                       |
|  | Buceros – 3 especies  |
|  |                       |

|  | Anorrhinus – 3 especies                                                              |
|  |                                                                                      |
|  | \| \| Ocyceros – 3 especies \| \| \| \| \| \| Anthracoceros – 5 especies \| \| \| \| |
|  |                                                                                      |
|  | Ocyceros – 3 especies                                                                |
|  |                                                                                      |
|  | Anthracoceros – 5 especies                                                           |
|  |                                                                                      |

|  | Ocyceros – 3 especies      |
|  |                            |
|  | Anthracoceros – 5 especies |
|  |                            |

|  | Rhyticeros – 6 especies                                                                   |
|  |                                                                                           |
|  | \| \| Rhabdotorrhinus – 4 especies \| \| \| \| \| \| Penelopides – 5 especies \| \| \| \| |
|  |                                                                                           |
|  | Rhabdotorrhinus – 4 especies                                                              |
|  |                                                                                           |
|  | Penelopides – 5 especies                                                                  |
|  |                                                                                           |

|  | Rhabdotorrhinus – 4 especies |
|  |                              |
|  | Penelopides – 5 especies     |
|  |                              |

|  | Rhyticeros – 6 especies                                                                   |
|  |                                                                                           |
|  | \| \| Rhabdotorrhinus – 4 especies \| \| \| \| \| \| Penelopides – 5 especies \| \| \| \| |
|  |                                                                                           |
|  | Rhabdotorrhinus – 4 especies                                                              |
|  |                                                                                           |
|  | Penelopides – 5 especies                                                                  |
|  |                                                                                           |

|  | Rhabdotorrhinus – 4 especies |
|  |                              |
|  | Penelopides – 5 especies     |
|  |                              |

|  | Anorrhinus – 3 especies                                                              |
|  |                                                                                      |
|  | \| \| Ocyceros – 3 especies \| \| \| \| \| \| Anthracoceros – 5 especies \| \| \| \| |
|  |                                                                                      |
|  | Ocyceros – 3 especies                                                                |
|  |                                                                                      |
|  | Anthracoceros – 5 especies                                                           |
|  |                                                                                      |

|  | Ocyceros – 3 especies      |
|  |                            |
|  | Anthracoceros – 5 especies |
|  |                            |

|  | Rhyticeros – 6 especies                                                                   |
|  |                                                                                           |
|  | \| \| Rhabdotorrhinus – 4 especies \| \| \| \| \| \| Penelopides – 5 especies \| \| \| \| |
|  |                                                                                           |
|  | Rhabdotorrhinus – 4 especies                                                              |
|  |                                                                                           |
|  | Penelopides – 5 especies                                                                  |
|  |                                                                                           |

|  | Rhabdotorrhinus – 4 especies |
|  |                              |
|  | Penelopides – 5 especies     |
|  |                              |

|  | Rhyticeros – 6 especies                                                                   |
|  |                                                                                           |
|  | \| \| Rhabdotorrhinus – 4 especies \| \| \| \| \| \| Penelopides – 5 especies \| \| \| \| |
|  |                                                                                           |
|  | Rhabdotorrhinus – 4 especies                                                              |
|  |                                                                                           |
|  | Penelopides – 5 especies                                                                  |
|  |                                                                                           |

|  | Rhabdotorrhinus – 4 especies |
|  |                              |
|  | Penelopides – 5 especies     |
|  |                              |

|  | Berenicornis – 1 especie |
|  |                          |
|  | Horizocerus – 4 especies |
|  |                          |

|  | Ceratogymna – 2 especies |
|  |                          |
|  | Bycanistes – 6 especies  |
|  |                          |

|  | Berenicornis – 1 especie |
|  |                          |
|  | Horizocerus – 4 especies |
|  |                          |

|  | Ceratogymna – 2 especies |
|  |                          |
|  | Bycanistes – 6 especies  |
|  |                          |

|  | Rhinoplax – 1 especie |
|  |                       |
|  | Buceros – 3 especies  |
|  |                       |

|  | Anorrhinus – 3 especies                                                              |
|  |                                                                                      |
|  | \| \| Ocyceros – 3 especies \| \| \| \| \| \| Anthracoceros – 5 especies \| \| \| \| |
|  |                                                                                      |
|  | Ocyceros – 3 especies                                                                |
|  |                                                                                      |
|  | Anthracoceros – 5 especies                                                           |
|  |                                                                                      |

|  | Ocyceros – 3 especies      |
|  |                            |
|  | Anthracoceros – 5 especies |
|  |                            |

|  | Rhyticeros – 6 especies                                                                   |
|  |                                                                                           |
|  | \| \| Rhabdotorrhinus – 4 especies \| \| \| \| \| \| Penelopides – 5 especies \| \| \| \| |
|  |                                                                                           |
|  | Rhabdotorrhinus – 4 especies                                                              |
|  |                                                                                           |
|  | Penelopides – 5 especies                                                                  |
|  |                                                                                           |

|  | Rhabdotorrhinus – 4 especies |
|  |                              |
|  | Penelopides – 5 especies     |
|  |                              |

|  | Rhyticeros – 6 especies                                                                   |
|  |                                                                                           |
|  | \| \| Rhabdotorrhinus – 4 especies \| \| \| \| \| \| Penelopides – 5 especies \| \| \| \| |
|  |                                                                                           |
|  | Rhabdotorrhinus – 4 especies                                                              |
|  |                                                                                           |
|  | Penelopides – 5 especies                                                                  |
|  |                                                                                           |

|  | Rhabdotorrhinus – 4 especies |
|  |                              |
|  | Penelopides – 5 especies     |
|  |                              |

|  | Anorrhinus – 3 especies                                                              |
|  |                                                                                      |
|  | \| \| Ocyceros – 3 especies \| \| \| \| \| \| Anthracoceros – 5 especies \| \| \| \| |
|  |                                                                                      |
|  | Ocyceros – 3 especies                                                                |
|  |                                                                                      |
|  | Anthracoceros – 5 especies                                                           |
|  |                                                                                      |

|  | Ocyceros – 3 especies      |
|  |                            |
|  | Anthracoceros – 5 especies |
|  |                            |

|  | Rhyticeros – 6 especies                                                                   |
|  |                                                                                           |
|  | \| \| Rhabdotorrhinus – 4 especies \| \| \| \| \| \| Penelopides – 5 especies \| \| \| \| |
|  |                                                                                           |
|  | Rhabdotorrhinus – 4 especies                                                              |
|  |                                                                                           |
|  | Penelopides – 5 especies                                                                  |
|  |                                                                                           |

|  | Rhabdotorrhinus – 4 especies |
|  |                              |
|  | Penelopides – 5 especies     |
|  |                              |

|  | Rhyticeros – 6 especies                                                                   |
|  |                                                                                           |
|  | \| \| Rhabdotorrhinus – 4 especies \| \| \| \| \| \| Penelopides – 5 especies \| \| \| \| |
|  |                                                                                           |
|  | Rhabdotorrhinus – 4 especies                                                              |
|  |                                                                                           |
|  | Penelopides – 5 especies                                                                  |
|  |                                                                                           |

|  | Rhabdotorrhinus – 4 especies |
|  |                              |
|  | Penelopides – 5 especies     |
|  |                              |

|  | Rhinoplax – 1 especie |
|  |                       |
|  | Buceros – 3 especies  |
|  |                       |

|  | Anorrhinus – 3 especies                                                              |
|  |                                                                                      |
|  | \| \| Ocyceros – 3 especies \| \| \| \| \| \| Anthracoceros – 5 especies \| \| \| \| |
|  |                                                                                      |
|  | Ocyceros – 3 especies                                                                |
|  |                                                                                      |
|  | Anthracoceros – 5 especies                                                           |
|  |                                                                                      |

|  | Ocyceros – 3 especies      |
|  |                            |
|  | Anthracoceros – 5 especies |
|  |                            |

|  | Rhyticeros – 6 especies                                                                   |
|  |                                                                                           |
|  | \| \| Rhabdotorrhinus – 4 especies \| \| \| \| \| \| Penelopides – 5 especies \| \| \| \| |
|  |                                                                                           |
|  | Rhabdotorrhinus – 4 especies                                                              |
|  |                                                                                           |
|  | Penelopides – 5 especies                                                                  |
|  |                                                                                           |

|  | Rhabdotorrhinus – 4 especies |
|  |                              |
|  | Penelopides – 5 especies     |
|  |                              |

|  | Rhyticeros – 6 especies                                                                   |
|  |                                                                                           |
|  | \| \| Rhabdotorrhinus – 4 especies \| \| \| \| \| \| Penelopides – 5 especies \| \| \| \| |
|  |                                                                                           |
|  | Rhabdotorrhinus – 4 especies                                                              |
|  |                                                                                           |
|  | Penelopides – 5 especies                                                                  |
|  |                                                                                           |

|  | Rhabdotorrhinus – 4 especies |
|  |                              |
|  | Penelopides – 5 especies     |
|  |                              |

|  | Anorrhinus – 3 especies                                                              |
|  |                                                                                      |
|  | \| \| Ocyceros – 3 especies \| \| \| \| \| \| Anthracoceros – 5 especies \| \| \| \| |
|  |                                                                                      |
|  | Ocyceros – 3 especies                                                                |
|  |                                                                                      |
|  | Anthracoceros – 5 especies                                                           |
|  |                                                                                      |

|  | Ocyceros – 3 especies      |
|  |                            |
|  | Anthracoceros – 5 especies |
|  |                            |

|  | Rhyticeros – 6 especies                                                                   |
|  |                                                                                           |
|  | \| \| Rhabdotorrhinus – 4 especies \| \| \| \| \| \| Penelopides – 5 especies \| \| \| \| |
|  |                                                                                           |
|  | Rhabdotorrhinus – 4 especies                                                              |
|  |                                                                                           |
|  | Penelopides – 5 especies                                                                  |
|  |                                                                                           |

|  | Rhabdotorrhinus – 4 especies |
|  |                              |
|  | Penelopides – 5 especies     |
|  |                              |

|  | Rhyticeros – 6 especies                                                                   |
|  |                                                                                           |
|  | \| \| Rhabdotorrhinus – 4 especies \| \| \| \| \| \| Penelopides – 5 especies \| \| \| \| |
|  |                                                                                           |
|  | Rhabdotorrhinus – 4 especies                                                              |
|  |                                                                                           |
|  | Penelopides – 5 especies                                                                  |
|  |                                                                                           |

|  | Rhabdotorrhinus – 4 especies |
|  |                              |
|  | Penelopides – 5 especies     |
|  |                              |